# 단양 향산리 삼층석탑
단양 향산리 삼층석탑(丹陽 香山里 三層石塔)은 충청북도 단양군 가곡면 향산리에 있는, 남북국 시대 신라의 삼층석탑이다. 1964년 9월 3일 대한민국의 보물 제405호로 지정되었다.

## 개요
단양읍에서 동쪽으로 16km 떨어진 산골짜기의 밭 한가운데에 서 있는 탑이다. 주변에 자기조각들과 기와가 널려 있어서 이 곳이 절터였음을 알려주고 있으나, 절의 흔적은 찾을 수 없다. 1935년경 탑 속의 사리를 도둑맞으면서 허물어졌던 탑을 마을 주민들이 다시 세웠다고 한다.
이 탑은 2단의 기단(基壇) 위에 3층의 탑신(塔身)을 세운 형태이다. 기단은 여러 장의 길고 큰 돌로 바닥돌을 놓고 그 위에 쌓은 모습이며, 각 모서리와 각 면의 가운데에 기둥 모양의 조각을 두었다.
탑신부는 몸돌과 지붕돌이 각각 한 개의 돌로 되어 있다. 몸돌에도 모서리 마다 기둥 모양의 조각을 두었으며, 특히 1층 몸돌에만 문짝 모양의 조각이 있어 눈길을 끈다.
지붕돌은 밑면의 받침수가 층마다 4단이고, 지붕돌 위에는 2단의 괴임돌을 두었다. 추녀 밑은 반듯하고, 지붕돌 윗면의 경사 역시 온화하여 네 귀퉁이의 선이 뚜렷하게 드러난다. 꼭대기의 머리장식으로는 노반(露盤:머리장식받침)과 복발(覆鉢:엎어놓은 그릇모양의 장식), 앙화(仰花:솟은 연꽃모양의 장식), 보주(寶珠:연꽃봉오리모양의 장식)가 남아있다.
석탑의 형태가 우수하고 비례도 충실하며, 조각수법에서도 통일신라시대 석탑의 양식을 충실하게 따르고 있다. 단정한 탑의 조형을 보여주는 아름다운 작품으로, 통일신라 후기에 세워진 것으로 보인다.

## 현지 안내문
이 석탑은 신라 눌지왕 19년(435년)에 묵호자가 깨달음을 얻은 이 곳에 향산사를 처음 건립했는데 묵호자가 죽은 뒤 제자들이 탑을 건립하고 그의 사리를 모셨다.
향산사는 임진왜란 때 불타 버리고 3층 석탑만 남아 있다. 1935년에 도굴꾼에 의하여 사리가 없어지고, 넘어져 완전 해체된 것을 향산리 주민들이 다시 세웠다.
신라 석탑 양식을 따랐으며, 대작은 아니지만 단정한 조형을 보여주는 작품으로 몸돌(석탑의 탑신을 이루는 돌)과 지붕돌(탑의 위를 덮는 돌)이 각각 하나의 돌로 되었다.
석재의 결합이 잘 짜여져 있고 조각 수법이 아름다운 단정한 탑 모양은 더욱 소박한 느낌을 준다.

## 사진

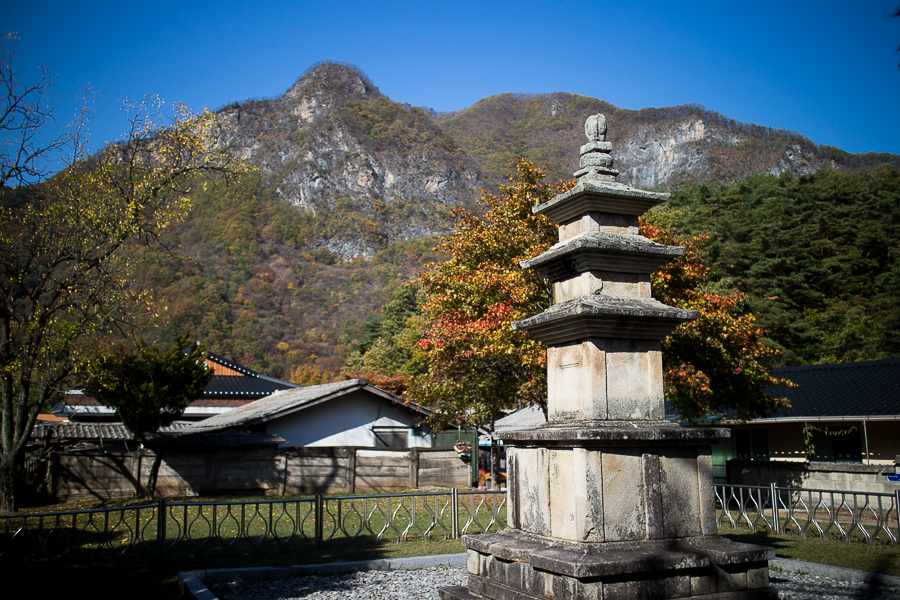

## 참고 자료
- 단양 향산리 삼층석탑 - 국가유산청 국가유산포털